# لیچیه
لیچیه (به صربی: Ličje) یک منطقهٔ مسکونی در صربستان است که در Gadžin Han واقع شده‌است.